# Beton wałowany
Beton wałowany można opisać jako mieszankę betonową o konsystencji wilgotnej układaną poziomymi warstwami i zagęszczaną  za pomocą walca wibracyjnego. Według terminologii Amerykańskiego Instytutu Betonu, beton wałowany to „beton zagęszczany przez wałowanie; beton, który w stanie niezwiązanym uniesie ciężar walca w trakcie zagęszczania”.
Mieszanka betonu wałowanego posiada podobne składniki  do betonu tradycyjnego, ale w innych proporcjach. Główne składniki to cement portlandzki, popioły lotne, woda, piasek, kruszywo, dodatki mineralne i domieszki chemiczne. Zawartość wody jest mniejsza niż w zwykłym betonie a nominalny maksymalny rozmiar kruszywa wynosi 50 mm. Zagęszczenie wykonuje się za pomocą walca wibracyjnego z gładkim płaszczem. 
Beton wałowany znajduje główne zastosowanie przy budowie dróg (najczęściej o znaczeniu lokalnym) i zapór wodnych.

## Nawierzchnie drogowe
W drogownictwie beton wałowany znajduje zastosowanie przy budowie:
- nawierzchni nośnych dróg przemysłowych i wiejskich,
- warstw nośnych (podbudowy) pod nawierzchnią dróg i ścieżek oraz na parkingach,
- jako beton wyrównawczy w nakładkach nawierzchniowych w drogownictwie.

## Zapory wodne
Beton wałowany został po raz pierwszy użyty na początku lat osiemdziesiątych przy budowie zapór Shimajigawa w Japonii i Willow Creek (Oregon) w USA. Obecnie istnieje ponad 750 zapór wodnych wybudowanych przy użyciu betonu wałowanego, a największą jest 243-metrowa zapora Gilgel Gibe III zbudowana w Etiopii.

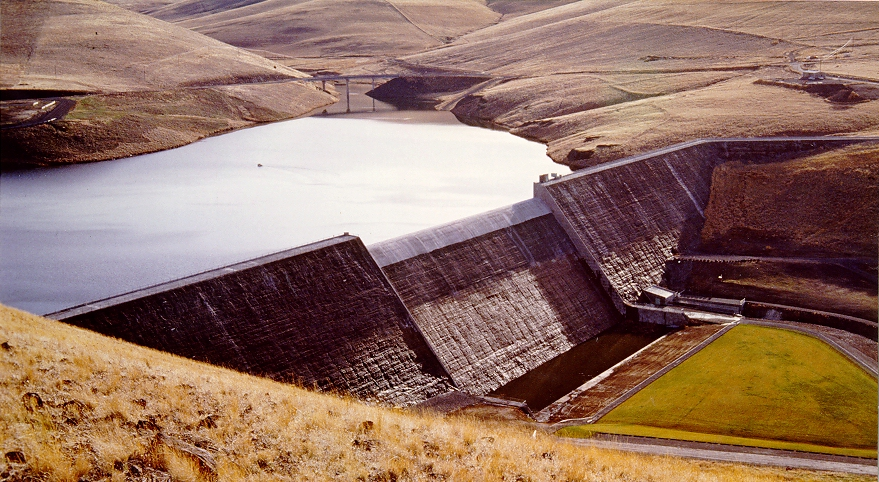
Zapora Willow Creek, Oregon USA
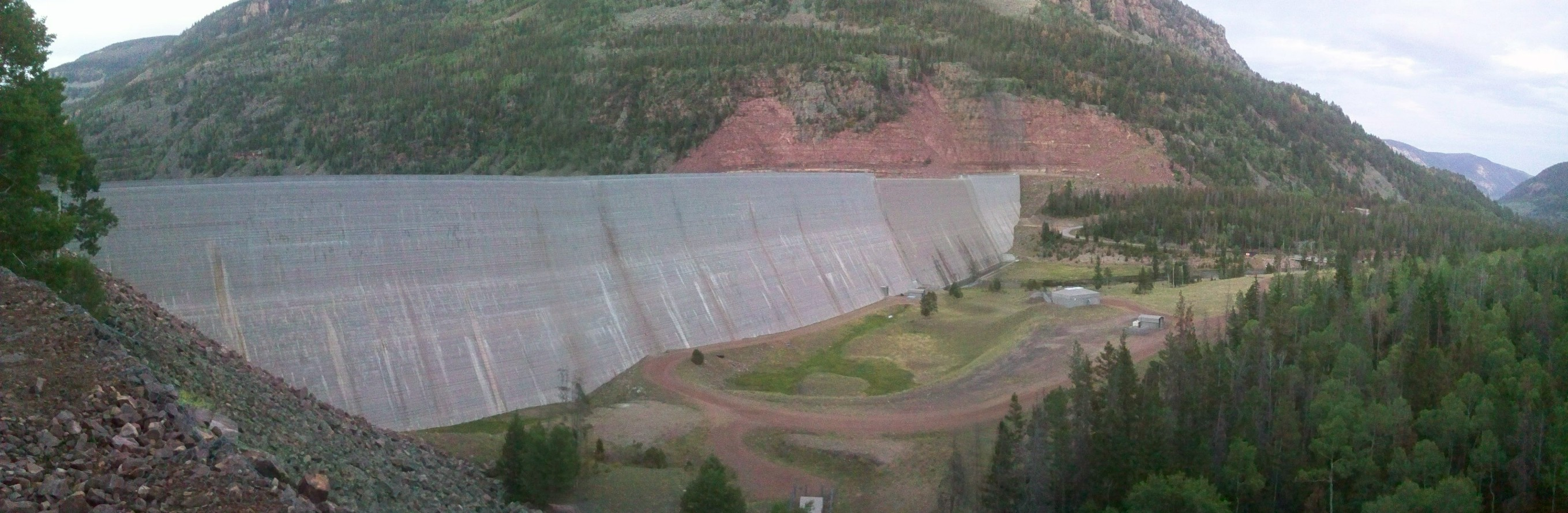
Zapora Upper Stillwater, Utah USA